# MRC 1138-262
Spindelnätsgalaxen (PGC 2826829, MRC 1138-262 är en oregelbunden galax belägen i stjärnbilden Vattenormen, med en rödförskjutning på 2,156, vilket är 10,6 miljarder ljusår från Vintergatan. Den avbildades av Hubbleteleskopet den 12 oktober 2006 och studerades noggrant genom radioastronomi, men det var först när Hubbleteleskopet från 17 maj till 22 maj 2005 tog en mosaik av fotografier som dess sanna natur blev känd. Detta dokumenterades för första gången den 10 oktober 2006 i The Astrophysical Journal Letters. Fotograferingen utfördes av ett team lett av George K. Miley från Leidenobservatoriet i Nederländerna med en avancerad kamera för kartläggningar.

## Allmän information
Radioastronomiska observationer tycks tyda på att detta är en typisk, massiv elliptisk galax, av den typ som med tiden förvandlas till centrum i en galaxhop. Observationer i det ultravioletta bandet tyder dock på att galaxen har en oregelbunden kärna och en serie "knutar" som avger stark strålning i dess inre.
Observationer i det visuella spektrumet visar att detta i verkligheten är en galax som bildas genom sammansmältning av galaxgrupper och galaxhopar, men i en kontinuerlig struktur, likt ett spindelnät, med en massiv central kärna, ett supermassivt svart hål, och flera mindre i periferin. Med tanke på att observationerna är från 2 000 miljoner år efter Big bang är denna studie en viktig del av att förstå galaxbildning och evolution.

## Historik
År 1948 skapade The Council for Scientific and Industrial Research (idag Commonwealth Scientific and Industrial Research Organisation), en del av University of Sydney, avdelningen för radiofysik, ledd av Bernard Yarnton Mills, som året därpå började utveckla nya verktyg och tekniker för radioastronomi. Resultatet blev Mills Cross-radioteleskopet, installerat i Fleurs (idag Badgerys Creek), vilket togs i bruk 1964. Mellan 1958 och 1961 publicerade astronomerna Bernard Mills, Bruce Slee och Eric Hill Catalogue of Radio Sources (senare känd som MSH-katalogen), där cirka 2 200 radiokällor introducerades. Detta arbete var den första studien på denna våglängd på södra halvklotet.
Detta arbete klassificerar källor till radioemissioner i listor som motsvarar tidpunkten för rektascension, sorterade per minut. I den andra delen, med titeln A Catalogue of Radio Sources Between Declinations -20° and -50°, visas i listan vid 11:36 ett aldrig tidigare observerat objekt, som har en spektral flödestäthet på 28 x 10−26 W m2 / Hz (motsvarande 28 fu, enheten för flödestäthet som används inom astronomi).
Mellan 1964 och 1968 sammanställde astronomerna vid Parkesobservatoriet, som varit verksamt sedan 1961, Parkeskatalogen, med avsikt att utöka resultaten från MSH-katalogen. Den första delen omfattade 297 källor till radioemissioner med en deklination mellan -60° och -90°, varav 51 tidigare var okända. Parkeskatalogen visar den första förekomsten av koden 1138–26, där 1138 motsvarar timmen och minuten för rektascensionen och -26 deklinationens grader, vilka är samma egenskaper som identifieras i MHS-katalogen i lista 11, nummer 27. Denna post motsvarar Spindelnätsgalaxen.